# Капинус, Дмитрий Иванович
Дми́трий Ива́нович Ка́пинус (укр. Дмитро Іванович Капінус; род. 28 апреля 2003, Черкассы) — украинский футболист, защитник клуба «Металлист 1925».

## Клубная карьера
Футболом начал заниматься в 6 лет в черкасском «Днепре-80». В чемпионатах ДЮФЛУ провел 82 матча, в которых забил 5 мячей, за «Днепр-80», харьковский «Металлист» и донецкий «Шахтёр». В это время получил, в частности, золотые награды чемпионатов ДЮФЛ U-15, U-16 и U-17. За юношескую и молодёжную команду «Шахтёра» провел суммарно 50 матчей (4 гола), завоевав в сезоне 2020/21 серебряную медаль молодёжного чемпионата Украины.
15 января 2022 стал игроком харьковского «Металлиста 1925» на условиях полуторагодичной аренды из «Шахтёра». Дебютировал на профессиональном уровне 27 августа 2022 в матче Премьер-лиги против одесского «Черноморца» (0:0), выйдя на замену вместо Михаила Шершня на 79-й минуте.

## Карьера в сборной
В 2018—2020 годах неоднократно привлекался в состав юношеской сборной Украины среди футболистов 2003 года рождения под руководством Александра Петракова. Провел за нее не менее 5 матчей.
В ноябре 2021 года был впервые вызван Русланом Ротанем в состав молодёжной сборной Украины. Дебютировал за нее в возрасте 19 лет и 45 дней[8] в матче отбора на Евро-2023 против сборной Армении (2:0) 12 июня 2022.